# Újvidék városi község
Újvidék városi község (szerbül Градска општина Нови Сад / Gradska opština Novi Sad) egy közigazgatási egység Szerbiában, Vajdaságban, amely Bácskában és Szerémségben terül el. Két részből áll, az egyik a bácskai oldalon fekszik, a Duna bal oldalán, központja Újvidék, s 11 településből áll, a másik pedig a szerémségi oldalon, a Duna jobb partján fekszik, s 5 településből áll, a központja pedig Pétervárad. Péterváradnak 1980–1989 között külön önkormányzati státusza volt, de 1989-ben megszüntették azt, s akkor a Péterváradi önkormányzat területe az Újvidéki önkormányzathoz került. Újvidék 2002-ben kapott városi rangot, s az új közigazgatási törvény értelmében a város önkormányzata két részre oszlott: külön testülete lett Újvidéknek és Péterváradnak is. 2009-ben beszüntették a kettősséget, s egy önkormányzat alá vonták a két települést. A városi község lakossága 2011-ben 335 701 fő volt.

## Települések

### Újvidék község
| Magyar név       | Szerb név (cirill) | Szerb név (latin) | Népesség (2011) |
| ---------------- | ------------------ | ----------------- | --------------- |
| Begecs           | Бегеч              | Begeč             | 3310            |
| Csenej           | Ченеј              | Čenej             | 2095            |
| Futak            | Футог              | Futog             | 18269           |
| Hadikliget       | Ветерник           | Veternik          | 16895           |
| Kabol            | Ковиљ              | Kovilj            | 5389            |
| Káty             | Каћ                | Kać               | 11612           |
| Kiszács          | Кисач              | Kisač             | 5220            |
| Máriamajor       | Степановићево      | Stepanovićevo     | 2012            |
| Piros            | Руменка            | Rumenka           | 6444            |
| Tiszakálmánfalva | Будисава           | Budisava          | 3633            |
| Újvidék          | Нови Сад           | Novi Sad          | 221854          |

Kiszács szlovák, a többi település szerb többségű.

### Pétervárad község
| Magyar név | Szerb név (cirill) | Szerb név (latin) | Népesség (2011) |
| ---------- | ------------------ | ----------------- | --------------- |
| Bakolc     | Буковац            | Bukovac           | 3907            |
| Kamanc     | Сремска Каменица   | Sremska Kamenica  | 1871            |
| Ledince    | Лединци            | Ledinci           | 14298           |
| Óledince   | Стари Лединци      | Stari Ledinci     | 11967           |
| Pétervárad | Петроварадин       | Petrovaradin      | 14810           |

Az összes település szerb többségű.

## Külső hivatkozások
- Újvidék város honlapja (szerbül és angolul)
- Újvidék város közgyűlésének honlapja (szerbül)